# Arlete Moreira
Arlete Moreira(Rio de Janeiro, 16 de setembro de 1940 - Rio de Janeiro, 20 de novembro de 1991) foi uma atriz da pornochanchada do cinema brasileiro. Ela foi uma das estrelas de um gênero de cinema muito popular nos anos 70, tendo trabalhado com alguns dos melhores cineastas desse estilo de filme.

## Biografia
Ela começou sua carreira como modelo e garota-propaganda, ingressando no cinema numa época de intensa produção de filmes na Boca do Lixo, o polo da pornochanchada em São Paulo. Seu primeiro filme foi Desejo proibido, em 1973, dirigido pelo cineasta mineiro radicado em São Paulo, Tony Vieira, que era casado com a irmã de Arlete, Claudette Joubertt. Vieira ainda voltaria a dirigir Arlete em O exorcista de mulheres, Os pilantras da noite, A filha do padre, O último cão de guerra e As amantes de helen. Ela também foi dirigida por Jean Garrett, em Amadas e violentadas, como uma das vítimas do protagonista David Cardoso; e por José Mojica Marins, em dois filmes, Perversão e Mundo – mercado do sexo. No todo, Arlete atuou em quinze filmes na década de 1970.

## Filmografia
| Título                              | Ano  | Diretor                 |
| ----------------------------------- | ---- | ----------------------- |
| Desejo proibido                     | 1973 | Tony Vieira             |
| O exorcista de mulheres             | 1974 | Tony Vieira             |
| Os pilantras da noite               | 1975 | Tony Vieira             |
| A filha do padre                    | 1975 | Tony Vieira             |
| Bonecas diabólicas                  | 1975 | Flávio Ribeiro Nogueira |
| As audaciosas                       | 1975 | Mozael Silveira         |
| Amadas e violentadas                | 1975 | Jean Garrett            |
| O Dia das profissionais             | 1976 | Rajá de Aragão          |
| Garimpeiras do sexo                 | 1977 | José Vedovato           |
| Escola penal de meninas violentadas | 1977 | Antonio Meliande        |
| Elas são do baralho                 | 1977 | Sílvio de Abreu         |
| Chumbo quente                       | 1977 | Clery Cunha             |
| O último cão de guerra              | 1979 | Tony Vieira             |
| Perversão                           | 1979 | José Mojica Marins      |
| Mundo- mercado do sexo              | 1979 | José Mojica Marins      |
| As amantes de helen                 | 1982 | Tony Vieira             |